# OTV
OTV a fost o televiziune înființată în anul 2000 de către jurnalistul român Dan Diaconescu și asociată cu postul DDTV. A fost o televiziune foarte controversată, mai ales din cauza emisiunii Dan Diaconescu Direct, emisiune care se ocupa de analiza politică a României actuale. O altă emisiune cu public numeros era Se întâmplă acum, care îl avea ca moderator pe Tudor Barbu. Această emisiune și-a păstrat denumirea până în prezent și este prezentată de același moderator, însă aceasta se află acum la postul TVR 3.
În noiembrie 2007, omul de afaceri Sorin Ovidiu Vîntu a devenit acționar la OTV.
În anul 2007, OTV a avut o cifră de afaceri de 7,9 miliarde de lei și un profit net de 1,4 miliarde de lei.
În 29 martie 2012, Tribunalul București a admis solicitarea societății Mamitzu Production SRL, care a cerut instanței declanșarea procedurii insolvenței pentru postul lui Dan Diaconescu.
În 2025, OTV s-ar putea relansa din nou, cel mai probabil în 12 februarie 2025, împreună cu canalul DDTV.

## Istoria canalului
OTV a fost lansat în 2000 ca Oglinda TV de Dan Diaconescu, în urma închiderii iminente a canalului TV românesc Tele7ABC, unde Diaconescu a moderat un talk-show care s-a numit Senzațional.
În 2002, din cauza încălcării legilor privind difuzarea programului, licența de emisie a postului a fost retrasă de către Consiliul Național al Audiovizualului.  Această întrerupere a emisiunii OTV a durat doi ani și a fost văzută de o parte a publicului larg ca un act de cenzură al guvernului.  Diaconescu a susținut că interzicerea emisiunii postului său se datorează faptului că a refuzat să vândă un pachet de 51% din OTV lui Adrian Năstase, care era prim-ministru în acea vreme.

## Emisie

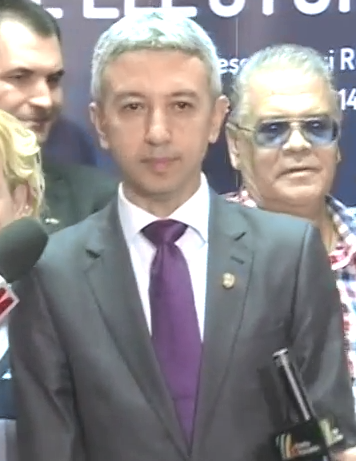
Dan Diaconescu și Florin Condurățeanu

OTV a început să emită non-stop. În 22 ianuarie 2013, postul TV a încetat emisia.
Între 15 iulie 2014 și 22 septembrie 2014, OTV a fost preluat de România TV între orele 23:00 și 6:00, de luni până duminică.Dar, fiindcă Dan Diaconescu și-a depus în 22 septembrie 2014 candidatura la alegerile prezidențiale, el nu a mai putut să-și realizeze emisiunea, întrucât legislația audiovizualului nu îi permite acest lucru.

## Problemele canalului

### CazulElodia Ghinescu
Începând cu septembrie 2007, OTV a devenit notoriu pentru ancheta asupra dispariției „misterioase” a avocatei române Elodia Ghinescu, subiect care a fost dezbătut timp de 239 de seri consecutive, numit de canalul „episoade” și care a atras un  numărul de telespectatori.  După serialul „Elodia”, astfel de subiecte au primit o acoperire similară.  
Diaconescu organiza talk-show-uri lungi cu personaje bizare, iar subiectul principal este diversele crime și dispariții.
Din 2007 până în 2008, OTV a organizat câteva sute de așa-zise episoade despre dispariția Elodiei Ghinescu, un avocat care s-a căsătorit cu un polițist.
Într-un episod, Diaconescu a instigat un hacker să pătrundă în căsuța de e-mail a lui Ghinescu și să-i arate mesajele personale în aer.  Ghinescu a devenit emblematică, deși continuă să lipsească.  
Între timp, unele posturi de televiziune românești au preluat cazul și au urmat exemplul OTV în dezvăluire.
Alte posturi de televiziune românești au lansat curând talk-show-uri similare, într-un proces numit de Diaconescu „otevizarea României”.

### Probleme politice
Traian Băsescu, președintele României în 2009, a fost și el invitat în emisiunea lui Diaconescu, unde a vorbit despre politică și afaceri personale.
Sprijinul lui Diaconescu pentru Băsescu s-a încheiat brusc în 2010, când Dan Diaconescu  a fost arestat pentru că ar fi făcut șantaj unui primar din România.
După eliberare, câteva zile mai târziu, Diaconescu a anunțat că va intra în politică și va înființa propriul partid politic.
După anunțul lui Diaconescu că va intra în politică, subiectele dezbătute la emisiunea sa au început să se ocupe de cazuri de presupusă corupție a diverșilor politicieni, pe care postul i-a numit ciocoi, să critice instituțiile naționale și deciziile de stat despre care se credea că ar fi împotriva poporului, în timp ce pregătea terenul pentru noul partid politic, care urma să se numească „Partidul Poporului” („Partidul Poporului”) prin anunțarea măsurilor și reformele pe care partidul le-ar lua după ce ar fi ajuns la putere. 
Primul punct al planului de măsuri a fost ca fiecărui cetățean să i se acorde 20.000 de euro la împlinirea vârstei de 18 ani, care ar putea fi investiți după dorința beneficiarului.
În scurt timp, televiziunea a început să se numească Televiziunea Poporului și Dan Diaconescu a început să fie numit viitorul președinte al Romaniei.
Partidul Popular a fost creat în 19 septembrie 2011, sub denumirea Partidul Poporului - Dan Diaconescu, deoarece exista deja un partid cu numele Partidul Poporului.
S-au ales violet și alb, care au fost culorile distinctive ale partidului, și au fost incluse și în câteva elemente grafice ale transmisiunii OTV, care au devenit violete.
Primul congres al partidului a avut loc în 21 ianuarie 2012 și a fost transmis în direct de OTV.  
În discursul său, Dan Diaconescu, președintele partidului, a spus că „ar fi Vlad Țepeș din 2012.”, că „dictatorul” Traian Băsescu, pe atunci președintele României, va fi înlăturat și că Victor Ponta și Crin Antonescu erau „poporul lui Băsescu”.
În timpul protestelor din România din 2012, OTV și-a menținut abordarea senzaționalistă și propagandistică atunci când a transmis în direct filmări ale evenimentelor violente de la București.
Textul care rula pe ecran susținea că OTV a devenit „serviciul de urgență al României”, că OTV era „singurul post de televiziune de știri”, că transportul feroviar va fi înghețat, iar protestatarii veneau „să-i ceară lui Diaconescu să devină președinte”.

### Mutarea emisiei laVatican
În ianuarie 2013, membrii CNA au făcut o revizuire a amenzilor neplătite de posturile de televiziune în ultimii ani, și în cadrul acestor revizuiri s-a calculat că OTV nu plătise amenzi în valoare totală de peste 1 milion de lei.
În termen de trei ore de la primirea hotărârii de consiliu, emisia a încetat pe cablu. La scurt timp după aceea, a fost înființat un flux online live care transmitea canalul și era în direct din martie 2013. 
OTV difuza în acel moment în mare parte reluări și înregistrări ale aparițiilor lui Diaconescu la alte posturi TV, în special România TV.
Diaconescu a încercat să eludeze decizia consiliului prin stabilirea postului în orașul Vatican, OTV-ul din Vatican difuzând majoritatea emisiunilor sale din studiourile din România, dar sub numele de o companie străină.
Chiar și așa, OTV nu era vizibil în majoritatea rețelelor din România.

### Revenirea OTV, sub formă de emisiune laRomânia TV
În 15 iulie 2014, la 533 de zile de la întreruperea emisiei OTV, Dan Diaconescu și-a relansat emisiunea emblematică sub un alt nume, OTV Live, după o înțelegere cu postul de televiziune de știri România TV.  
Diaconescu a afirmat că a ales România TV pentru că „din cauza posturilor de televiziune de știri, România TV era cel mai aproape de modelul fostului OTV”.
Studiile au arătat că o mare parte din publicul OTV s-a îndreptat către România TV și a numit acord un „truc”, deoarece România TV ar difuza emisiunea pe tot parcursul nopții, iar OTV-ul din Vatican ar retransmite și emisiunile produse de România TV în restul zilei.
Apariția lui Diaconescu cu emisiunea sa nouă de la România TV a fost interpretată de unii, în special de politicianul Cozmin Gușă.

## Suspendări
După emisiunea din 10 septembrie 2002, în care Dan Diaconescu l-a avut ca invitat pe Corneliu Vadim Tudor, CNA a decis retragerea licenței de emisie a postului OTV.
CNA a votat înjumătățirea licenței postului OTV care expira în martie 2013 pentru octombrie 2012, iar mai apoi a revenit asupra deciziei și a decis de încă două ori înjumătățirea licenței, întâi până în 1 iulie, iar a doua oară pentru jumătatea lunii mai.

## Controverse
OTV a fost un canal controversat pentru emisiunea consacrată Dan Diaconescu Direct, emisiune binecunoscută pentru funeralii în direct, certuri conjugale, căsătorii transmise integral, vedete care dansau pe mese, ședințe de spiritism transmise în direct, precum și pentru emisiuni cu astrologi sau emisiuni de tip-concurs.

### Garsoniera unde a emis prima oară OTV
De la mirese furate până la dezbateri-serial despre morți misterioase și scandaluri, Diaconescu a găzduit de toate în garsoniera din care emitea, spunea el, Televiziunea Poporului. 
Vreme de nouă ani, acesta a fost locul în care CNA a putut să spună că s-a scris istorie în televiziune.
Un alt episod memorabil din Dan Diaconescu Direct care s-a întâmplat în garsoniera “domnului Dan” a fost acela în care luptătorul Tolea Ciumac a intrat peste Dan Diaconescu, in timpul unei emisiuni, cu un tomberon și a încercat să-l bage cu forța înăuntru.
Era sătul, a spus el, ca Diaconescu să-i dezbată în fiecare seară la televizor certurile conjugale pe care le avea cu soția lui.
În 2009, când OTV și-a schimbat sediul cu unul mult mai spațios, în Militari, garsoniera de la Romana, din care a emis, a devenit vânată de mulți. Însă acolo s-au mutat, oficial, birorurile oficialilor din cadrul Direcției pentru Sport a Municipiului București, al cărei director este acum Ștefan Cristian Săndulache.
Ce nu se știe însă este că, după ce și-a mutat activitatea in aceasta garsonieră, la cârma direcției se afla directorul Ion Cristinel Marian, deputat PP-DD în acea vreme. Aparent nimic nu a fost întâmplător în această mutare.

### OTV și emisiunile cu astrologi
OTV, precum și Antena 1 au fost cele două posturi sancționate în 23 aprilie 2009, în cadrul unei ședințe a CNA (Consiliul Național al Audiovizualului), pentru diverse emisiuni cu astrologi. Emisiunile OTV-ului erau Teleconcurs și În direct cu astrologul, iar Antena 1 a difuzat emisiunea Premii fantastice, dar legea audiovizualului românesc interzice astfel de emisiuni să fie difuzate la televizor. Protagoniștii ce prezentau aceste emisiuni nu erau nimeni alții decât Iliuță și Minerva. Printre posturile care au difuzat astfel de emisiuni se numără și Happy Channel (pe atunci Euforia TV), Antena Stars (pe atunci Antena 2) și Favorit TV.
Antena 1 a difuzat emisiunea sa cu astrologi între orele 11:00 și 12:00 și a fost monitorizată de CNA în perioada 15-16 aprilie. OTV a difuzat emisiunea Teleconcurs de luni până vineri între orele 09:30 și 10:30 și a fost monitorizată de CNA în perioada 11-12 aprilie.
OTV a suferit cel mai mult dintre canalele implicate, primind o amendă mai mare. La începutul lunii februarie a aceluiași an, OTV-ul a fost somat să nu mai difuzeze emisiuni cu astrologi, însă a continuat să difuzeze această emisiune, dar sub o altă denumire.
Posturile au fost amendate pentru următoarele încălcări:
- Art. 29, alin. 1, litera i din Legea audiovizualului

„1) Comunicările comerciale audiovizuale difuzate de furnizorii de servicii media audiovizuale trebuie să respecte următoarele condiții:”
„i) ..... să nu promoveze, direct sau indirect, practici oculte”

### Publicitate electorală asupraPartidului Poporului-Dan Diaconescupentrualegerile parlamentare din 2012
Inițiativa lui Dan Diaconescu pentru a lansa Partidul Poporului - Dan Diaconescu a fost și una controversată, aducând în perioada alegerilor parlamentare din 2012 amenzi consistente pentru OTV, cu diverse încălcări de legi audiovizuale, făcând și publicitate electorală de adeziune la Partidul Poporului, ceea ce este din punct de vedere audiovizual ilegal.
OTV a fost amendat, spre exemplu, în ședința Consiliului Național al Audiovizualului din data de 29 martie 2011 cu marea sumă de 100.000 de lei, pentru publicitate electorală și de asociere la Partidul Poporului, în perioada 3 - 27 martie 2011.
Pe banda roșie News Alert, OTV a difuzat mesaje cu caracter politic, ceea ce a continuat în aceeași perioadă menționată mai sus.
Postul a încălcat în acest caz următoarele legi: 
- Art. 155 din vechiul Cod audiovizual

„1) În sensul prezentului cod, constituie publicitate politică, clipurile publicitare care promovează un partid, un om politic sau un mesaj politic.”
„2) Publicitatea politică este interzisă, cu excepția perioadelor de campanie electorală.”
- Art. 139 din noul Cod audiovizual

„Publicitatea, pozitivă sau negativă, în legătură cu partide politice, oameni politici, mesaje politice este interzisă, cu excepția perioadelor de campanie electorală”

### 22 ianuarie 2013 - Ziua închiderii
Emisia OTV a fost întreruptă în ziua de 22 ianuarie 2013, în jurul orei 18:00, pentru o jumătate de oră. Textul ce a apărut pe parcursul timpului de întrerupere a fost Emisia postului OTV a fost întreruptă la ordinul lui Victor Ponta. În timpul întreruperii pe crawl, rulau detalii privind o conferință desfășurată de Dan Diaconescu, în marțea în care postul și-a încetat emisia. La 18:30, emisia a fost reluată cu niște imagini privind conferința care a fost desfășurată în aceeași zi de către Dan Diaconescu la sediul postului său, unde presa a fost invitată să participe. Peste 10 minute de la reluarea emisiei, canalul și-a întrerupt definitiv activitatea, apărând pe ecran mira și numărul deciziei luate de CNA pentru retragerea licenței OTV: CNA: 45/22.01.2013